# Río Waikawa
El Waikawa es un río que fluye hacia el este y más tarde hacia el sur a través de The Catlins, un área en la parte meridional de la Isla Sur de Nueva Zelanda. Posee una longitud total de 23 kilómetros, desembocando en el Océano Pacífico en Waikawa. Cerca de su desembocadura, se generan una serie de cataratas irónicamente denominadas las Cataratas del Niágara. Las fuentes del río se encuentran a 15 kilómetros al este de Fortrose.
- Datos: Q7960015